# Traci Lords
Traci Elizabeth Lords, född Nora Louise Kuzma 7 maj 1968 i Steubenville i Ohio, är en amerikansk skådespelerska, sångerska och före detta porrstjärna.
Lords debuterade på 1980-talet då hon medverkade i ett stort antal porrfilmer med början 1984. När det kom fram att hon varit minderårig drogs alla filmer med henne in i USA. När Traci fyllde 18 producerade hon sin enda lagliga pornografiska film, Traci, I Love You, varefter hon lämnade porrbranschen. Bland hennes tidiga icke-pornografiska filmroller är Not of This Earth (1988) och John Waters film, Cry-Baby (1990). Hon har sedan dess medverkat i ett stort antal filmer i olika genrer, oftast lågbudgetfilmer. 1995 släppte hon albumet 1000 Fires och hade en mindre hit med låten "Control".

## Filmografi (urval)
- 1984 – Breaking It... A Story About Virgins
- 1984 – What Gets Me Hot!
- 1984 – Sister Dearest
- 1985 – It's My Body
- 1985 – Alex de Renzy's Wild Things
- 1986 – Deep Inside Traci
- 1987 – Traci, I Love You (även producent)
- 1990 – Cry-Baby
- 1995 – Melrose Place (TV-serie)
- 1998 – Blade
- 2002 – I Love the '80s (TV-serie)
- 2002 – Black Mask 2: City of Masks
- 2004 – Chump Change
- 2006 – Crazy Eights
- 2008 – Zack And Miri Makes A Porno
- 2009 – I Hope They Serve Beer in Hell
- 2009 – Princess of Mars
- 2010 – Here & Now
- 2011 – Au Pair, Kansas
- 2012 – Excision
- 2013 – Devil May Call
- 2015 – Tag
- 2016 – Sharkansas Women's Prison Massacre
- 2016 – Nightmare Nurse
- 2017 – Swedish Dicks (TV-serie)

## Diskografi
Studioalbum
- 1995 – 1000 Fires

EP
- 2004 – Sunshine

Singlar
- 1994 – "Control" (US Dance #2)
- 1995 – "Fallen Angel" (US Dance #11)
- 2011 – "Last Drag" (US Dance #4)
- 2018 – "Come Alive"

Samlingsalbum
- 2012 – M2F2